# آب‌زمین‌شناسی

مقطع عرضی یک سفره آب

آب‌زمین‌شناسی (انگلیسی: Hydrogeology) شاخه‌ای از دانش زمین‌شناسی است که به مطالعه پراکندگی و حرکت آب‌های زیرزمینی در خاک و سنگ‌های پوسته زمین و به‌ویژه در سفره‌های آب زیرزمینی می‌پردازد. این اصطلاح ترکیبی از واژه‌های hydro به معنای آب و geology به معنای دانش مطالعه زمین است.
در این علم به طور کلی مسائلی مثل محلّ پیدایش، توزیع، خواص و چگونگی حرکت آبهای زیرزمینی مورد بررسی قرار می‌گیرد.
اصطلاحات آب‌زمین‌شناسی و زمین‌آب‌شناسی (Geohydrology) اغلب به‌جای یکدیگر به‌کار می‌روند. تفاوت جزئی بین این دو اصطلاح بدین شرح است که زمانی که یک زمین‌شناس که در کار خود از آب‌شناسی استفاده می‌کند، آب‌زمین‌شناسی است و هنگامی که یک آب‌شناس یا مهندس در کار خود از زمین‌شناسی استفاده می‌کند، آن را زمین‌آب‌شناسی می‌نامند. به عبارت دیگر آب‌زمین‌شناسی بر زمین‌شناسی تأکید دارد و زمین‌آب‌شناسی بر آب‌شناسی.